# Charadrius bicinctus
El chorlitejo de dos bandas o chorlitejo bicinchado (Charadrius bicinctus) es una especie de ave Charadriiforme de la familia Charadriidae presente en Australia y Nueva Zelanda.

## Subespecies
Se conocen dos subespecies de Charadrius bicinctus:
- Charadrius bicinctus bicinctus Jardine & Selby 1827
- Charadrius bicinctus exilis Falla 1978